# Isoperimetrische Ungleichung
Die isoperimetrische Ungleichung ist eine mathematische Ungleichung aus der Geometrie, die in der Ebene den Flächeninhalt einer Figur gegen ihren Umfang abschätzt und im dreidimensionalen Raum das Volumen eines Körpers gegen dessen Oberflächeninhalt. Gleichzeitig charakterisiert sie eine Sonderstellung des Kreises unter allen Figuren in der Ebene sowie eine Sonderstellung der Kugel unter allen Körpern im dreidimensionalen Raum, die darin besteht, dass allein beim Kreis bzw. bei der Kugel der Gleichheitsfall in dieser Ungleichung eintritt.
Das bedeutet, dass unter allen Figuren in der Ebene mit gleichem Umfang der Kreis den größten Flächeninhalt einschließt, und entsprechend, dass unter allen Körpern im dreidimensionalen Raum mit gleicher Oberfläche die Kugel das größte Volumen aufweist. Der Kreis in der Ebene und die Kugel im Raum sind Lösungen des isoperimetrischen Problems (eine geschlossene Kurve zu finden, die den größten Inhalt bei gegebenem Umfang umschließt).
Auch im {\displaystyle n}-dimensionalen Euklidischen Raum {\displaystyle \mathbb {R} ^{n}} gilt die analoge Aussage: Unter allen Körpern mit gleichem {\displaystyle (n-1)}-dimensionalem Oberflächeninhalt besitzt die {\displaystyle n}-dimensionale Kugel das größte {\displaystyle n}-dimensionale Volumen.
Das Wort isoperimetrisch entstammt dem Griechischen: iso steht für „gleich“, und perimeter bedeutet „Umfang“.

## Figuren in der Ebene
Unter allen Teilflächen der zweidimensionalen Ebene {\displaystyle \mathbb {R} ^{2}} mit endlicher Ausdehnung und einem wohldefinierten Umfang hat der Kreis die Eigenschaft, dass er bei gegebenem Umfang den größten Flächeninhalt einschließt. Dieser Sachverhalt kann durch die isoperimetrische Ungleichung der Ebene dargestellt werden:
{\displaystyle A\leq {\frac {U^{2}}{4\pi }}\,,}
wobei {\displaystyle U} den Umfang der Fläche repräsentiert und {\displaystyle A} den eingeschlossenen Flächeninhalt. Gleichheit tritt dann und nur dann ein, wenn die betrachtete geometrische Figur entweder der Kreis selber ist, oder der Kreis nach einer unwesentlichen Modifikation, welche den Umfang und den Flächeninhalt unverändert lässt (zum Beispiel durch Entfernung des Kreismittelpunkts).

## Körper im dreidimensionalen Raum
Unter allen Teilvolumina des dreidimensionalen Raums {\displaystyle \mathbb {R} ^{3}} mit endlicher Ausdehnung und einem wohldefinierten Oberflächeninhalt hat die Kugel die vergleichbare Eigenschaft, dass sie bei gegebenem Oberflächeninhalt das größte Volumen einschließt. Die isoperimetrische Ungleichung des dreidimensionalen Raums lautet:
{\displaystyle V\leq {\frac {A^{3/2}}{6\pi ^{1/2}}}\,,}
wobei {\displaystyle A} den Oberflächeninhalt beschreibt und {\displaystyle V} das eingeschlossene Volumen. Auch hier tritt Gleichheit genau dann ein, wenn der betrachtete geometrische Körper entweder die Kugel selbst ist, oder wenn es sich um eine unwesentliche Modifikation derselben handelt, welche Oberflächeninhalt und Volumen unverändert lässt (zum Beispiel eine Kugel nach Entfernung einiger innerhalb der Kugel gelegener Punkte oder nach Entfernung einer durch die Kugel verlaufenden eindimensionalen Strecke).

## n-dimensionale Körper im n-dimensionalen Raum mit n ≥ 2
Zur allgemeinen Formulierung verwendet man zweckmäßigerweise das {\displaystyle n}-dimensionale Lebesgue-Maß {\displaystyle L^{n}}, das jedem Gebiet {\displaystyle G} im {\displaystyle \mathbb {R} ^{n}} sein {\displaystyle n}-dimensionales Volumen {\displaystyle L^{n}(G)} zuordnet, und das (n-1)-dimensionale Hausdorff-Maß {\displaystyle H^{n-1}}, welches dem topologischen Rand {\displaystyle \partial G} von {\displaystyle G} ein Maß {\displaystyle H^{n-1}(\partial G)} zuordnet, das im Falle eines {\displaystyle (n-1)}-dimensionalen rektifizierbaren Randes dem heuristischen {\displaystyle (n-1)}-dimensionalen Oberflächeninhalt entspricht.
Für jedes nichtleere beschränkte Gebiet {\displaystyle G} im {\displaystyle \mathbb {R} ^{n}} mit rektifizierbarem Rand gilt
{\displaystyle {\frac {L^{n}(G)^{1/n}}{H^{n-1}(\partial G)^{1/(n-1)}}}\leq {\frac {L^{n}(B)^{1/n}}{H^{n-1}(\partial B)^{1/(n-1)}}}\,,}
wobei {\displaystyle B} (englisch für „ball“) für eine beliebige n-dimensionale Kugel im {\displaystyle \mathbb {R} ^{n}} steht. Die rechte Seite der Ungleichung ist unabhängig vom Radius der Kugel (> 0) und von deren Mittelpunkt im {\displaystyle \mathbb {R} ^{n}}.
Gleichheit tritt genau dann ein, wenn {\displaystyle G} selbst eine solche n-dimensionale Kugel im {\displaystyle \mathbb {R} ^{n}} ist (oder eine Modifikation einer solchen, welche Lebesgue-Maß des Gebietes und Hausdorff-Maß seines Randes unverändert lässt).
Für {\displaystyle n=2} und {\displaystyle n=3} erhält man die oben getroffenen Formulierungen zurück.

## m-dimensionale Minimalflächen im n-dimensionalen Raum mit 2 ≤ m<n
Hier betrachten wir kompakt berandete {\displaystyle m}-dimensionale Minimalflächen {\displaystyle M} im {\displaystyle \mathbb {R} ^{n}} (mit {\displaystyle 2\leq m<n}), das sind {\displaystyle m}-dimensionale Flächen mit der Eigenschaft, dass sie bei vorgegebenem festem ({\displaystyle m-1}dimensionalem) Rand {\displaystyle \partial M} (kompakt) den kleinsten Flächeninhalt besitzen. Stets gilt
{\displaystyle {\frac {H^{m}(M)^{1/m}}{H^{m-1}(\partial M)^{1/(m-1)}}}\leq {\frac {L^{m}(B)^{1/m}}{H^{m-1}(\partial B)^{1/(m-1)}}}\,,}
wobei hier der Buchstabe {\displaystyle B} für {\displaystyle m}-dimensionale Kugeln steht. Im Gleichheitsfall ist {\displaystyle M} selbst eine in einer {\displaystyle m}-dimensionalen Unterebene des {\displaystyle \mathbb {R} ^{n}} gelegene {\displaystyle m}-dimensionale Kugel (und der Rand von {\displaystyle M} ein {\displaystyle (m-1)}-dimensionaler Kreis).
Dass man sich bei der Formulierung auf Minimalflächen beschränken muss, wird plausibel, wenn man bedenkt, dass eine von einem festen Rand umspannte Fläche vergrößert werden kann, ohne dass dabei deren Rand beeinflusst wird. Man denke dabei an eine Seifenhaut (mit einem geschlossenen Draht als festem Rand), die durch einen Luftstrom an Flächeninhalt hinzugewinnt (unter Beibehaltung des Randes).

## Umgekehrte isoperimetrische Ungleichungen
Offensichtlich kann es keine unmittelbare Umkehrung der isoperimetrischen Ungleichung geben.
Als Beispiel dafür betrachte man in der Ebene jene Figuren mit festem Flächeninhalt: man kann einen beliebig großen Umfang realisieren, indem man etwa ein Rechteck „beliebig dünn“ macht. Die eine Seitenlänge geht dann gegen Null, und damit muss, bei gleichbleibendem Flächeninhalt, die andere gegen unendlich gehen. Dennoch gibt es (eingeschränkte) Umkehrungen. Diese lauten:
1. Es sei {\displaystyle K} ein konvexer Körper im {\displaystyle \mathbb {R} ^{n}} und {\displaystyle T} ein {\displaystyle n}-dimensionaler regulärer Simplex ({\displaystyle n+1}-Eck; Dreieck für {\displaystyle n=2} und Tetraeder für {\displaystyle n=3}). Dann gibt es ein affines Bild {\displaystyle K'} von {\displaystyle K} mit der Eigenschaft
{\displaystyle V(K')=V(T)} und {\displaystyle S(K')\leq S(T).}
2. Ist {\displaystyle K} ein symmetrischer konvexer Körper im {\displaystyle \mathbb {R} ^{n}} und {\displaystyle W} ein {\displaystyle n}-dimensionaler Würfel, so gibt es ein affines Bild {\displaystyle K^{\prime }} von {\displaystyle K}, derart dass
{\displaystyle V(K^{\prime })=V(W)} und {\displaystyle S(K^{\prime })\leq S(W).}

(Hier {\displaystyle V} = Volumen und {\displaystyle S} = Surface, Oberfläche)
Bis auf affine Abbildungen haben also unter allen konvexen (symmetrischen) Körpern die Simplexe bzw. die Quader bei vorgegebenem Volumen die maximale Oberfläche. (Anders ausgedrückt: unter den hier genannten Vergleichskörpern haben Simplex bzw. Quader das „schlechteste“ isoperimetrische Verhältnis {\displaystyle S/V} und nicht das „beste“ wie die Kugel.)
Diese umgekehrten isoperimetrischen Ungleichungen stammen von Keith Ball und ihre Beweise beruhen auf Sätzen von Fritz John und Brascamp/Lieb.

## Das Problem der Dido
Gelegentlich taucht der Begriff Problem der Dido im Zusammenhang mit der isoperimetrischen Ungleichung auf. Der Überlieferung zufolge durfte die phönizische Königin Dido bei der Gründung der Stadt Karthago mit einer Kuhhaut ein Stück Land für ihr Volk abstecken. Nachdem das Fell in dünne Streifen zerlegt war und diese Streifen zu einem Band zusammengenäht waren, stellte sich die Frage, welche geometrische Form das durch dieses Band berandete Territorium nun haben sollte, damit seine Fläche ein Maximum annimmt.
Im Vergleich zur isoperimetrischen Ungleichung in der Ebene treten bei dieser Fragestellung zwei Besonderheiten auf:
1. Das abzusteckende Land lag an der Küste (die wir der Einfachheit halber als eine Gerade annehmen wollen). Der {\displaystyle \mathbb {R} ^{2}} wäre durch eine Halbebene zu ersetzen, deren Rand als „Stützgerade“ bereits einen Teil des Randes der gesuchten Fläche beherbergt, während die Kuhhaut den frei formbaren übrigen Rand beschreibt.
2. Die Erde ist eine Kugel. Der {\displaystyle \mathbb {R} ^{2}} wäre demnach durch eine (große) Kugeloberfläche zu ersetzen bzw. die Halbebene durch eine Halbsphäre.

Zur Lösung des ersten Problems legt man das Band zu einer Halbkreislinie aus, derart dass dessen Enden auf der Stützgeraden zu liegen kommen. Denn nach einer Symmetrieüberlegung im zweidimensionalen Fall besitzt in der Halbebene der Halbkreis bei freier Randlänge im Halbebenenrand und vorgegebener fester Randlänge im Innern der Halbebene den größten Flächeninhalt.

## Isoperimetrische Ungleichungen in der Stochastik
Isoperimetrische Ungleichungen spielen eine wichtige Rolle in der Theorie der gaußschen Maße. Zentral ist die gaußsche isoperimetrische Ungleichung, welche in den 1970er von Boris Tsirelson und Wladimir Sudakow sowie unabhängig von ihnen von Christer Borell bewiesen wurde.